# Adam Kułach
Adam Jarosław Kułach (ur. 10 stycznia 1965 w Lublińcu, zm. 1 września 2022 w Katowicach) – polski politolog, orientalista, dyplomata. Ambasador RP w Arabii Saudyjskiej (2004–2010) oraz Unii Europejskiej w Arabii Saudyjskiej (2012–2016) i w Dżibuti (2016–2019).

## Życiorys
Syn Władysława i Józefy. Absolwent III Liceum Ogólnokształcącego im. Bolesława Prusa w Sosnowcu (1984). Po rozpoczęciu studiów na Wydziale Prawa i Administracji Uniwersytetu Warszawskiego przeniósł się na Wydział Orientalistyczny w Moskiewskim Państwowym Instytucie Stosunków Międzynarodowych, gdzie w 1991 ukończył politologię ze specjalizacją w krajach arabskich. Był także absolwentem studiów podyplomowych służby zagranicznej w Polskim Instytucie Spraw Międzynarodowych (1992) oraz na Uniwersytecie Warszawskim z zakresu prawa i gospodarki Wspólnot Europejskich (1992) oraz zarządzania (2001).
Znał angielski, rosyjski, arabski i francuski.
W lutym 1992 podjął pracę w Ministerstwie Spraw Zagranicznych. Zajmował się sprawami państw arabskich w Departamencie Afryki, Azji, Australii i Oceanii MSZ, a następnie został skierowany na placówkę RP do Trypolisu, gdzie był kierownikiem wydziału konsularnego przez 6 lat, najpierw jako II, potem jako I sekretarz. Po powrocie ponownie trafił do Departamentu Afryki i Bliskiego Wschodu. W marcu 2000 zdał egzamin na urzędnika służby cywilnej. Od 2004 do 2010 pełnił funkcję ambasadora RP w Arabii Saudyjskiej, akredytowany także w Omanie (od 2005) i Jemenie (od 2009). Od 2010 był zastępcą dyrektora Departamentu Afryki i Bliskiego Wschodu, zajmującym się krajami arabskimi i Iranem, a od lutego 2012 dyrektorem tegoż Departamentu. W sierpniu 2011 został także pełnomocnikiem Ministra ds. Afryki Północnej. Od października 2012 do września 2016 był ambasadorem UE w Arabii Saudyjskiej, akredytowanym także w Bahrajnie, Kuwejcie, Omanie, Katarze i Zjednoczonych Emiratach Arabskich (do 2013) oraz dodatkowo w 2016 pierwszym przedstawicielem UE przy Organizacji Współpracy Islamskiej. Od października 2016 do sierpnia 2019 pełnił funkcję ambasadora UE w Dżibuti, będąc jednocześnie akredytowanym przy organizacji współpracy regionalnej IGAD. We wrześniu 2019 zakończył karierę dyplomatyczną. Zaangażowany jako ambasador Międzynarodowego Programu Powszechnej Dwujęzyczności „Bilingual Future”. Członek Zespołu Doradców Dyplomatycznych KIG, wykładowca akademicki oraz konsultant ds. międzynarodowych w sektorze prywatnym.
Pochowany na Cmentarzu Komunalnym Północnym w Warszawie.

## Odznaczenia
- Krzyż Kawalerski Orderu Odrodzenia Polski (2013)[11][12]